# Yōko Shimada
Pour les articles homonymes, voir Shimada.
Yōko Shimada (島田陽子, Shimada Yōko), née le 17 mai 1953 à Kumamoto et morte le 25 juillet 2022 à Tokyo, est une actrice japonaise.

## Biographie
En 1982, Yōko Shimada participe à la première coproduction télévisuelle franco-nippone, Le Kimono rouge d'Olivier Gérard et Yuji Murakami racontant la vie du peintre caricaturiste Georges Ferdinand Bigot, célèbre au Japon mais quasi inconnu en France, tout comme la mini-série portant sur sa vie.
En 1983, la coproduction nippo-américaine Shogun la révèle enfin au public français dans le rôle de Dame Mariko, épouse du samouraï Toda Buntaro, et accessoirement interprète du pilote John Blackthorne, surnommé Anjin-san, rôle tenu par l'acteur américain Richard Chamberlain. Elle remporte pour cette interprétation le Golden Globe de la meilleure actrice dans une série télévisée dramatique.
Elle meurt à l'âge de 69 ans dans un hôpital de Tokyo le 25 juillet 2022 des suites d'un cancer colorectal.

## Filmographie partielle

### Au cinéma
- 1960 : Jūrokusai (十六歳?) d'Eisuke Takizawa
- 1963 : Kōkan nikki (交換日記?) de Kenjirō Morinaga : Emi
- 1971 : Hajimete no tabi (初めての旅?) de Shirō Moritani
- 1974 : Le Vase de sable (砂の器, Suna no utsuwa?) de Yoshitarō Nomura : Rieko Takagi
- 1975 : Je suis un chat (吾輩は猫である, Wagahai wa neko de aru?) de Kon Ichikawa : Yukie
- 1975 : Yogiri no hōmonsha (夜霧の訪問者?) d'Umetsugu Inoue
- 1976 : Torakku yarō: Bōkyō ichiban hoshi (トラック野郎 望郷一番星?) de Norifumi Suzuki
- 1976 : The Inugamis (犬神家の一族, Inugami-ke no ichizoku?) de Kon Ichikawa : Tamayo Nonomiya
- 1977 : Yatsuhaka-mura (八つ墓村?) de Yoshitarō Nomura : la femme de Yōzō (non créditée)
- 1979 : Hakuchū no shikaku (白昼の死角?) de Tōru Murakawa : Ayaka
- 1979 : Goro, super flic (黄金の犬, Ōgon no inu?) de Shigeyuki Yamane : Reiko Kitamori
- 1988 : Labyrinth of Flower Garden (花園の迷宮, Hanazono no meikyu?) de Shun’ya Itō : Tae Akimoto
- 1991 : Dōten (動天?) de Toshio Masuda
- 1991 : Kaze, Slowdown (風、スローダウン, Kaze, surōdaun?) de Shinsuke Shimada
- 1993 : Ringu ringu ringu: Namida no chanpion beruto (リング・リング・リング／涙のチャンピオンベルト?) d'Eiichi Kudō : Devil Naomi
- 1995 : La Proie de J. F. Lawton (en)
- 1995 : Crying Freeman de Christophe Gans
- 2002 : The Sino-Dutch War 1661 de Wu Ziniu : la mère de Gong
- 2005 : Shinku (深紅?) de Takashi Tsukinoki
- 2009 : Dear Heart: Furuete nemure (Dear Heart-震えて眠れ-?) de Satoshi Isaka
- 2010 : Shimada Yōko ni aitai (島田陽子に逢いたい?) de Shinji Imaoka : Yōko Shimada
- 2011 : Faithless Love (不貞愛, Futei ai?)
- 2016 : Hei no nakano kamisama (塀の中の神様?) de Banmei Takahashi
- 2016 : Kanon (カノン?) de Toshirō Saiga

### À la télévision
- 1978-1979 : Shiroi kyotō (白い巨塔?) : Saeko Azuma
- 1980 : Shogun, série télévisée de Jerry London : Dame Mariko
- 1981 : Little Champion de Gwen Arner : Miki Tsuwa
- 1981 : Kyūkei no kōya (球形の荒野?), téléfilm de Hideo Onchi
- 1982 : Le Kimono rouge (ビゴーを知っていますか, Bigō o shitte imasuka?), mini-série télévisée d'Olivier Gérard et Yuji Murakami

## Distinction
- Golden Globes 1981 : Meilleure actrice dans une série dramatique pour Shogun[1]